# Martin Grandin
Martin Grandin est un théologien et philosophe français, né à Saint-Quentin en 1604, mort à Paris le 16 novembre 1691.

## Biographie
Après des premières études à Noyon et à Amiens, il vint âgé de 17 à Paris, et s'adonna à la théologie. Admis au Collège du Cardinal-Lemoine, il y enseigna la philosophie. Docteur en Sorbonne, après quelques années de ministère paroissial, il obtint une chaire de théologie en 1638, et la conserva jusqu'à sa mort, estimé de tous, autant pour sa science que pour sa piété. Il se refusa à souscrire à l'enregistrement des quatre articles. Grandin était principal du Collège de Dainville et supérieur de plusieurs communautés religieuses. Son œuvre fut publiée à titre posthume par Charles du Plessis d'Argentré, plus tard évêque de Tulle, qui y ajouta quelques dissertations.

## Œuvres

### Manuscrits
- Tractatus de peccatis (Sorbonne, 1652), pos. Nicolas Petitpied, Paris BNF, Ms. lat. 16446, item 2, 295 p.

### Œuvres imprimées
- Martini Grandini doctoris et socii Sorbonici, sacrae facultatis Parisiensis decani, emeriti in theologia professoris opera, 5 vol. in-4°, Paris, Claude Rigaud, 1710 (v. 1-3)-1712 (v. 4-5).